# Blue Box (manga)
Pour l’article homonyme, voir Blue box.
Blue Box (アオのハコ, Ao no Hako) est un shōnen manga écrit et dessiné par Kōji Miura. Il est prépublié depuis le 21 avril 2021 dans le Weekly Shōnen Jump, puis publié en volumes reliés par l'éditeur japonais Shūeisha. La version française est éditée par ..Delcourt/Tonkam depuis 2023.
Annoncée dans le 51ᵉ numéro du Weekly Shônen Jump, une adaptation en série d'animation japonaise sera produite par le studio Telecom Animation Film. Un premier trailer est sorti lors de la Jump Festa 2024, en décembre 2023. Le premier épisode sort officiellement sur Netflix le 3 octobre 2024 et le dernier le 27 mars 2025. Une deuxième saison a été annoncée après la diffusion du dernier épisode.

## Synopsis
Taiki Inomata est membre de l'équipe masculine de badminton du lycée Eimei. Il est amoureux d'une fille de l'équipe de basketball, Chinatsu Kano, aux côtés de qui, il s'entraîne tous les matins dans le gymnase. Cependant, sa relation avec Chinatsu prendra un tournant lors d'un jour de printemps.

## Personnages
Taiki Inomata (猪股 大喜, Inomata Taiki)
Voix japonaise : Shōya Shiba (en), voix française : Pablo Cherrey-Itturalde
Personnage masculin principal. Il est un joueur de badminton très passionné et investi qui tente de se surpasser malgré les échecs et le fait qu'il soit un premier année. Il arrive avant tout le monde au gymnase pour s'entraîner et il remarque Chinatsu Kano, la joueuse de basket-ball, s'entraîner aussi et commence à avoir le béguin pour elle. Très maladroit et émotif, il reste inébranlable et déterminé à atteindre ses objectifs notamment les nationales dont Chinatsu partage aussi dans ses objectifs au basket.
Chinatsu Kano (猪股 大喜, Kano Chinatsu)
Voix japonaise : Reina Ueda, voix française : Elia-Carmine Robbe
Personnage féminin principal. Elle est une joueuse de basket-ball très motivée. Elle va au gymnase s'entrainer avant les cours tôt le matin et c'est la qu'elle rencontre Taiki, qui joue au badminton. Elle a un an de grade de plus que lui. Quand elle apprend que ses parents doivent aller vivre à l'étranger pour leur travail, elle décide de rester car elle veut aller aux nationales avec son équipe de basket. Elle décide de s'installer chez des amis à ses parents mais il s'avère que ce sont les parents de Taiki. Elle est très souvent surnommée "Chii" ou "Natsu".
Hina Chōno (蝶野 雛, Chōno Hina)
Voix japonaise : Akari Kitō (en), voix française : Jehanne Thellier
Élève de deuxième année et membre du club de gymnastique artistique. C'est une très grande amie de Taiki à tel point qu'elle aime le taquiner ; elle a également des sentiments pour lui. Elle a un bon dévouement et un très bon esprit d'équipe, ce qui fait d'elle une amie précieuse et une athlète déterminée.
Kyō Kasahara (笠原 匡, Kasahara Kyō)
Voix japonaise : Chiaki Kobayashi, voix française : Louis Lecordier
Compagnon de Taiki au badminton et meilleur ami de ce dernier. Il est calme et observateur, ce qui fait qui comprend mieux les situations que les autres. Il est très sarcastique avec Taiki mais il est très bienveillant envers lui et ses autres amis.
Kengo Haryu (針生 健吾, Haryū Kengo)
Voix japonaise : Yūma Uchida (en), voix française : Benjamin Lhommas
Joueur de badminton très émérite qui est dans la classe de Chinatsu. Mentor et rival de Taiki, il se montre très dur envers ce dernier mais admire sa ténacité. C'est également le copain de Karen Moriya.
Ryosuke Nishida (西田 諒介, Nishida Ryōsuke)
Voix japonaise : Shōgo Sakata (en)
Le capitaine de l'équipe de badminton.
Nagisa Funami (船見 渚, Funami Nagisa)
Voix japonaise : Anna Nagase
Membre de l'équipe de basket de Chinatsu.
Niina Shimazaki (島崎 にいな, Shimazaki Niina)
Voix japonaise : Asaki Yuikawa (en)
Membre de l'équipe de gymnastique rythmique et amie de Hina.
Shōichirō Kishi (岸 祥一郎, Kishi Shōichirō)
Voix japonaise : Kengo Kawanishi
Précédent partenaire de Kengo en double au badminton.
Karen Moriya (守屋 花恋, Moriya Karen)
Voix japonaise : Haruka Shirashi (en), voix française : Lauryanne Philippe
Petite amie de Kengo et amie d'enfance de Chinatsu. Elle est également la sœur ainée de Ayame.
Ayame Moriya (守屋 菖蒲, Moriya Ayame)
Voix japonaise : Kana Ichinose, voix française : Lila Lacombe
Sœur cadette de Karen, elle est la nouvelle manageuse du club de badminton.

## Manga
Le manga Blue Box est dessiné par Kōji Miura. La série débute dans le 19e numéro du Weekly Shōnen Jump publié le 21 avril 2021,. Depuis, la série est éditée sous forme de volumes reliés par Shūeisha et compte 21 tomes au 4 juillet 2025. La version française sera publiée par Delcourt/Tonkam à partir de début 2023.

### Liste des volumes
| no | Japonais        | Japonais          | Français          | Français          |
| no | Date de sortie  | ISBN              | Date de sortie    | ISBN              |
| --- | --------------- | ----------------- | ----------------- | ----------------- |
| 1 | 4 août 2021     | 978-4-08-882731-5 | 1er mars 2023     | 978-2-41-304902-9 |
| Liste des chapitres : - Chapitre 1 : Chinatsu (千夏先輩, Chinatsu Senpai) - Chapitre 2 : Qualifie-toi pour le tournoi inter-lycées ! (インターハイ行ってください, Intāhai itte kudasai) - Chapitre 3 : Deux prétendus inconnus (他人のフリ, Tarin no Furin) - Chapitre 4 : L'être élu (選ばれし者, Erabareshimono) - Chapitre 5 : Le surnom (呼び方, Yobikata) - Chapitre 6 : Un pas en avant (一歩でも, Ippo demo) - Chapitre 7 : Tout ira bien (大丈夫, Daijōbu) |                 |                   |                   |                   |
| 2 | 4 octobre 2021  | 978-4-08-882794-0 | 26 avril 2023     | 978-2-41-304903-6 |
| Liste des chapitres : - Chapitre 8 : Partenaires de double (ダブルス, Daburusu) - Chapitre 9 : Le survêtement (ジャージ, Jāji) - Chapitre 10 : Veille de tournoi (前日, Zenjitsu) - Chapitre 11 : Les éliminatoires du district (地区予選, Chiku Yosen) - Chapitre 12 : En cas de victoire (あいつが勝ったら, Aitsu ga Kattara) - Chapitre 13 : Le date (デート, Dēto) - Chapitre 14 : L'aquarium (水族館, Suizokukan) - Chapitre 15 : Une jeune fille ordinaire (普通の女子, Futsū no Joshi) - Chapitre 16 : Volonté commune (同志, Dōshi) |                 |                   |                   |                   |
| 3 | 4 janvier 2022  | 978-4-08-883007-0 | 28 juin 2023      | 978-2-41-307860-9 |
| Liste des chapitres : - Chapitre 17 : Tout va bien ! (問題ないです, Mondainai Desu) - Chapitre 18 : Encourage-moi (がんばれって言って, Ganbarette Itte) - Chapitre 19 : Laisse-moi porter ton sac (荷物お運びします, Nimotsu Ohakobi Shimasu) - Chapitre 20 : Conversation volée (盗み聞き, Nusumigiki) - Chapitre 21 : Tu me files une bouchée ? (一つちょうだい？, Hitotsu Chōdai?) - Chapitre 22 : Allez ! (一本！, Ippon!) - Chapitre 23 : Dedans à tout prix ! (絶対入れる！, Zettai Ireru!) - Chapitre 24 : C'est ça, le sport, non ? (それがスポーツだろ, Sore ga Supōtsu Daro) - Chapitre 25 : Tu n'as pas démérité (お疲れ様, Otsukaresama) |                 |                   |                   |                   |
| 4 | 4 mars 2022     | 978-4-08-883063-6 | 27 septembre 2023 | 978-2-41-307861-6 |
| Liste des chapitres : - Chapitre 26 : Je t'encouragerai (応援するよ, Ōen suru yo) - Chapitre 27 : Un soupçon d'espoir (脈アリ, Myaku Ari) - Chapitre 28 : Tu es ici chez toi (自分の家, Jibun no Ie) - Chapitre 29 : Je ne trouve pas ça bien (良くないこと, Yokunai Koto) - Chapitre 30 : En signe de rapprochement (お近づきに, Ochikazuki ni) - Chapitre 31 : C'est un date ? (おデートでしょうか, O Dēto Deshō ka) - Chapitre 32 : C'est trop nul (ダサいぞ！！, Dasai zo!!) - Chapitre 33 : Un scénario qui fait la part belle à l'outsider (大穴が勝ちをさらう展開, Ōana ga Kachi o Sarau Tenkai) - Chapitre 34 : Les filles, alors (女の子って, Onnanoko tte) |                 |                   |                   |                   |
| 5 | 3 juin 2022     | 978-4-08-883149-7 | 3 janvier 2024    | 978-2-41-307862-3 |
| Liste des chapitres : - Chapitre 35 : Une drôle de scène (おもしろいもの, Omoshiroi Mono) - Chapitre 36 : Tu ferais mieux d'y retourner (行かないと, Ikanaito) - Chapitre 37 : Allô ? (もしもーし, Moshi Mōshi) - Chapitre 38 : A l'aise (人たらし, Hitotarashi) - Chapitre 39 : Essai en cours (実験中, Jikken-chū) - Chapitre 40 : La plus remarquable (かっこいいのは, Kakkoī no wa) - Chapitre 41 : Je ne veux pas d'un amour à sens unique (ラリーしたいです, Rarī Shitai Desu) - Chapitre 42 : Un souhait irréalisable (無理なお話, Muri na Ohanashi) - Chapitre 43 : En quel honneur ? (どういう文脈？, Dōiu bunmyaku?) |                 |                   |                   |                   |
| 6 | 4 août 2022     | 978-4-08-883192-3 | 26 juin 2024      | 978-2-41-308069-5 |
| Liste des chapitres : - Chapitre 44 : Mon vœu n'a pas été exaucé (叶ってないよ, Kanak Te Nai Yo) - Chapitre 45 : Le 26 août (première partie) (８月２６日, 8-gatsu 26-nichi) - Chapitre 46 : Le 26 août (deuxième partie) (８月２６日②, 8-gatsu 26-nichi ②) - Chapitre 47 : Le 26 août (troisième partie) (８月２６日③, 8-gatsu 26-nichi ③) - Chapitre 48 : A un an près (私たちが1年離れていなかったら, Watashitachi ga 1-nen hanarete inakattara) - Chapitre 49 : On se voit demain matin, à l'entraînement (また朝練で, Mata Choren De) - Chapitre 50 : Une fille sournoise (ずるい女, Zurui On'na) - Chapitre 51 : C'est très bien comme ça (このくらいが丁度いい, Kono kurai chodo ii) - Chapitre 52 : J'ai hâte de te voir en action (見たいでしょ, Mitai Desho)                                                    |                 |                   |                   |                   |
| 7 | 4 octobre 2022  | 978-4-08-883259-3 | 28 août 2024      | 978-2-41-308070-1 |
| Liste des chapitres : - Chapitre 53 : Tu fais vraiment du bon boulot ! (良くやってるよ, Yoku Yatteru yo) - Chapitre 54 : Réhydratation (水分補給, Suibun Hokyū) - Chapitre 55 : Inomata (イノマタ君, Inomata-kun) - Chapitre 56 : Pour qui je me prends, franchement ? (何様だよ, Nanizama da yo) - Chapitre 57 : Pour moi, c'est évident (私は知っている, Watashi wa shitsu te iru) - Chapitre 58 : Quelle main ? (右と左, Migi to hidari) - Chapitre 59 : Je ne l'ai pas embrassée ! (私たちはしませんでした, Watashitachiha shimasendeshita) - Chapitre 60 : Tu m'accompagnes ? (見に行こう, Mi ni ikō) - Chapitre 61 : Je suis déjà prise (私は計画を持っています, Watashi wa keikaku o motte imasu) |                 |                   |                   |                   |
| 8 | 2 décembre 2022 | 978-4-08-883389-7 | 8 janvier 2025    | 978-2-41-308071-8 |
| Liste des chapitres : - Chapitre 62 : Tu peux répéter ? (何て言った?, Nanite gen tsu ta?) - Chapitre 63 : J'ai besoin de ton aide (助けて!, Tasukete!) - Chapitre 64 : En tant qu'ami intime (彼女の親友の一人として, Kanojo no shin'yū no hitori to shite) - Chapitre 65 : Tu as compris de travers (そこじゃない, Soko ja Nai) - Chapitre 66 : Tu peux vider ton sac, si tu veux (話なら聞くぞ, Hanashi kara kiku zo) - Chapitre 67 : Jusqu'à l'éclosion (花が咲くまで, Hana ga Saku Made) - Chapitre 68 : L'assistante (女子マネージャー, Joshi Manējā) - Chapitre 69 : Inota! (いのた！, Inota!) - Chapitre 70 : Un évènement palpitant (ワクワクイベント, Wakuwaku Ibento) |                 |                   |                   |                   |
| 9 | 3 février 2023  | 978-4-08-883433-7 | 14 mai 2025       | 978-2-41-308352-8 |
| Liste des chapitres : - Chapitre 71 : Le stage d'entraînement commun (合同合宿, Gōdō Gasshuku) - Chapitre 72 : Une spirale sans fin (ぐるぐる, Guruguru) - Chapitre 73 : C'est aussi limpide que ça (俺はわかってる, Ore wa Wakatteru) - Chapitre 74 : Pas besoin de réponse hâtive (いらないの, Iranai no) - Chapitre 75 : Les montagnes russes (ジェットコースター, Jetto Kōsutā) - Chapitre 76 : Ca m'a échappé (言うつもり, Iu Tsumori) - Chapitre 77 : Quand bien même (それでも, Sore de mo) - Chapitre 78 : Tu l'es tout autant, non ? (お前もだろ, Omae mo Daro) - Chapitre 79 : Achat d'un nouveau survêt (ジャージ買いに, Jāji Kai ni) - Chapitre 80 : Il faudra t'y faire ! (それが私なので, Sore ga Watashi Nanode)                                                                                           |                 |                   |                   |                   |
| 10 | 2 mai 2023      | 978-4-08-883539-6 | 1er octobre 2025  | 978-2-41-308353-5 |
| Liste des chapitres : - Chapitre 81 : 食べてほしくて (Tabete Hoshikute) - Chapitre 82 : 痛いところ (Itai Tokoro) - Chapitre 83 : デジャブ (Dejabu) - Chapitre 84 : どんな気持ち (Don'na Kimochi) - Chapitre 85 : キライだから (Kirai Dakara) - Chapitre 86 : 感嘆 (Kantan) - Chapitre 87 : 言い訳と健全な議論 (Iiwake to Kenzen na Giron) - Chapitre 88 : このままではいられない (Kono ma Made wa i Rarenai) - Chapitre 89 : ゆめか、あなた (Yumeka, Anata) - Chapitre 90 : それらは同じものである (Sorera wa Onaji Mono Desu) |                 |                   |                   |                   |
| 11 | 4 août 2023     | 978-4-08-883591-4 |                   |                   |
| Liste des chapitres : - Chapitre 91 : 最強のフィーリング (Saikyō no Fīringu) - Chapitre 92 : 悩んでいるときはいつでも (Nayan de Iru Toki wa Itsu Demo) - Chapitre 93 : 剥ぎ取る (Hagi Toru) - Chapitre 94 : 2年経ちましたか？ (2-Nen Tachimashita ka?) - Chapitre 95 : イッツ・バック (Ittsu Bakku) - Chapitre 96 : クリスマスイブ (Kurisumasu Ibu) - Chapitre 97 : 問題がありますか? (Mondai ga Arimasu ka?) - Chapitre 98 : 年末 (Nenmatsu) - Chapitre 99 : ためらわないで (Tamerawanaide) |                 |                   |                   |                   |
| 12 | 4 octobre 2023  | 978-4-08-883690-4 |                   |                   |
| Liste des chapitres : - Chapitre 100 : 彼女に会いたい (Kanojo ni Aitai) - Chapitre 101 : 今日も (Kyō mo) - Chapitre 102 : それはとても美しいです (Sore wa Totemo Utsukushīdesu) - Chapitre 103 : 何か伝えたいことがあります (Nanika Tsutaetaikoto ga Arimasu) - Chapitre 104 : 1月4日正午 (1 Tsuki 4-nichi Shōgo) - Chapitre 105 : 秘密にしておきましょう (Himitsu ni Shite Okimashou) - Chapitre 106 : とても緊張 (Totemo Kinchō) - Chapitre 107 : あなたの愛のスタイル、ちぃ (Anata no Ai no Sutairu, Chii) - Chapitre 108 : もう決まってるよ (Mō Kimatteru yo) |                 |                   |                   |                   |
| 13 | 4 décembre 2023 | 978-4-08-883790-1 |                   |                   |
| Liste des chapitres : - Chapitre 109 : 1月15日 (1 Tsuki 15-nichi) - Chapitre 110 : インタビュー (Intabyū) - Chapitre 111 : 褒美 (Hōbi) - Chapitre 112 : すべてを整理しました (Subete o Seiri Shimashita) - Chapitre 113 : 無駄 (Muda) - Chapitre 114 : 挑戦者 (Chōsen-sha) - Chapitre 115 : ラッキー (Rakkī) - Chapitre 116 : それは失礼です (Sore wa Shitsureidesu) - Chapitre 117 : 大きな一歩 (Ōkina Ippo) |                 |                   |                   |                   |
| 14 | 4 mars 2024     | 978-4-08-883848-9 |                   |                   |
| Liste des chapitres : - Chapitre 118 : そういう人 (Sōiu Hito) - Chapitre 119 : 危うく間違った考えをしそうになる (Ayauku Machigatta Kangae o Shi-sō ni Naru) - Chapitre 120 : 法外な (Hōgaina) - Chapitre 121 : 頑張れ、先輩 (Ganbare, Senpai) - Chapitre 122 : 腕前を披露する (Udemae o Hirō Suru) - Chapitre 123 : グレード間の違い (Gurēdo-kan no Chigai) - Chapitre 124 : 聞いてよかった (Kiite Yokatta) - Chapitre 125 : それが何を意味するか知っていますか (Sore ga Nani o Imi Suru ka Shitte Imasu ka) - Chapitre 126 : 時間がかかる (Jikan ga Kakaru) |                 |                   |                   |                   |
| 15 | 4 juin 2024     | 978-4-08-884041-3 |                   |                   |
| Liste des chapitres : - Chapitre 127 : 震えるね (Furueru ne) - Chapitre 128 : 兵藤さんと (Hyōdō-san to) - Chapitre 129 : 正しい努力で (Tadashī Doryoku De) - Chapitre 130 : 1つ借りています (Hitotsu Karite Imasu) - Chapitre 131 : それは真実ではありません (Sore wa Shinjitsude wa Arimasen) - Chapitre 132 : わかります (Wakarimasu) - Chapitre 133 : なぜ？ (Naze?) - Chapitre 134 : 乗る (Noru) - Chapitre 135 : それは真実ではない (Sore wa Shinjitsude Wanai) |                 |                   |                   |                   |
| 16 | 2 août 2024     | 978-4-08-884133-5 |                   |                   |
| Liste des chapitres : - Chapitre 136 : ゴーエイメイ！ (Gō Eimei!) - Chapitre 137 : 彼女を運んだ男 (Kanojo o Hakonda Otoko) - Chapitre 138 : バドミントンの日 (Badominton no Hi) - Chapitre 139 : やってきたこと (Yattekita Koto) - Chapitre 140 : 先輩としての想い (Senpai to Shite no Omoi) - Chapitre 141 : がんばれっ (Ganbare Tsu) - Chapitre 142 : ファイナルゲーム (Fainaru Gēmu) - Chapitre 143 : デコピン (Dekopin) - Chapitre 144 : 上書きしよっか (Uwagaki Shi Yokka) |                 |                   |                   |                   |
| 17 | 4 octobre 2024  | 978-4-08-884207-3 |                   |                   |
| Liste des chapitres : - Chapitre 145 : やっぱり強ぇ (Yappari Tsuyo ~e) - Chapitre 146 : お互いさまです (Otagai-sama desu) - Chapitre 147 : ひみつのだれか (Himitsu no Dare Ka) - Chapitre 148 : 別れてなきゃ (Wakare Tenakya) - Chapitre 149 : 優しさの手札 (Yasashi-sa no Tefuda) - Chapitre 150 : 最後の花火 (Saigo no Hanabi) - Chapitre 151 : こんにちは (Kon'nichiwa) - Chapitre 152 : 大切だからこそ (Taisetsudakara Koso) - Chapitre 153 : アイスクリームを食べない (Aisukurīmu o Tabenai) |                 |                   |                   |                   |
| 18 | 4 décembre 2024 | 978-4-08-884383-4 |                   |                   |
| Liste des chapitres : - Chapitre 154 : あの箱には (Ano Hako ni wa) - Chapitre 155 : もしかして (Moshikashite) - Chapitre 156 : 勝つ (Katsu) - Chapitre 157 : 夏のビーチ (Natsu no Bīchi) - Chapitre 158 : 10本勝負 (10 pon Shōbu) - Chapitre 159 : 主賓 (Shuhin) - Chapitre 160 : 願い事 (Negaigoto) - Chapitre 161 : お世話になりました (Osewa ni Narimashita) - Chapitre 162 : うまくいくかもしれない (Umaku iku Kamo Shirenai) |                 |                   |                   |                   |
| 19 | 4 mars 2025     | 978-4-08-884410-7 |                   |                   |
| Liste des chapitres : - Chapitre 163 : 誰かが困っているときに現れる (Dareka ga Komatte iru Toki ni Arawareru) - Chapitre 164 : 社会的に不器用 (Shakai-teki ni Bukiyō) - Chapitre 165 : お化け屋敷 (Obake Yashiki) - Chapitre 166 : この気持ちは (Kono Kimochi wa) - Chapitre 167 : まだ間に合うなら (Mada Maniaunara) - Chapitre 168 : これが私だ (Kore ga Watashida) - Chapitre 169 : あなたのスタンプ (Anata no Sutanpu) - Chapitre 170 : あれから一年 (Are kara Ichinen) - Chapitre 171 : 諦めついた? (Akirame tsuita?) |                 |                   |                   |                   |
| 20 | 2 mai 2025      | 978-4-08-884510-4 |                   |                   |
| Liste des chapitres : - Chapitre 172 : 眼の前の"今" (Me no Mae no" ima") - Chapitre 173 : 持たせてください (Mota sete Kudasai) - Chapitre 174 : バスケだけ (Basuke Dake) - Chapitre 175 : 子供なんだ (Kodomo na nda) - Chapitre 176 : 恋人でいたい (Koibito de Itai) - Chapitre 177 : 欠かせなかった (Kaka Senakatta) - Chapitre 178 : ありがとね (Arigato ne) - Chapitre 179 : 幻 (Maboroshi) - Chapitre 180 : 報わせてあげるんだ (Mukuwa sete Ageru nda) |                 |                   |                   |                   |
| 21 | 4 juillet 2025  | 978-4-08-884564-7 |                   |                   |
| Liste des chapitres : - Chapitre 181 : もう外さない (Mō Hazusanai) - Chapitre 182 : 泣きそうなほど楽しいんだ (Naki-sōna Hodo Tanoshī nda) - Chapitre 183 : バスケしよう (Basuke Shiyō) - Chapitre 184 : 親公認だね (Oya Kōninda ne) - Chapitre 185 : ヤバイよね (Yabai Yone) - Chapitre 186 : 寂しくないといいな (Sabishikunai to ī na) - Chapitre 187 : そばにいてあげてね (Soba ni ite agete ne) - Chapitre 188 : 寂しい時に (Sabishī Toki ni) - Chapitre 189 : お願いします (Onegai Shimasu) |                 |                   |                   |                   |
| 22 | 3 octobre 2025  | 978-4-08-884693-4 |                   |                   |
| — |                 |                   |                   |                   |
| Liste des chapitres : - Chapitre 190 : 運命なんて (Unmei Nante) - Chapitre 191 : お前の番だ (Omae no Banda) - Chapitre 192 : お世話になりました (Osewa ni Narimashita) - Chapitre 193 : あけまして (Akemashite) - Chapitre 194 : 幸せの正面に (Shiawase no Shōmen ni) - Chapitre 195 : ここにいよ (Kokoniyo) - Chapitre 196 : 好き (Suki) - Chapitre 197 : 徐々に (Jojoni) - Chapitre 198 : 攻めないと (Semenaito) - Chapitre 199 : 寄り添って (Yorisotte) - Chapitre 200 : 近づけたらいいな (Chikadzuketara ī na) - Chapitre 201 : 大切に (Taisetsu ni) - Chapitre 202 : 私のまま (Watashi no Mama) - Chapitre 203 : ジグソーパズル (Jigusō Pazuru) - Chapitre 204 : 可能性に (Kanōsei ni) - Chapitre 205 : 何してんだよ (Nani Shite nda yo) - Chapitre 206 : まだないよ (Madana Iyo) - Chapitre 207 : おかえり (Okaeri) |                 |                   |                   |                   |

## Anime
Le 20 novembre 2023, il a été annoncé que le manga sera adapté en animé et sortirai en 2024. Le premier épisode est sorti officiellement sur Netflix le 3 octobre. La première partie se termine le 19 décembre 2024 et la deuxième partie commence à partir du 2 janvier 2025 et se termine le 27 mars 2025. Après la sortie du dernier épisode, une deuxième saison a été annoncée.
| Saison | Épisodes | Générique d'ouverture | Générique d'ouverture | Générique de fin                    | Générique de fin |
| Saison | Épisodes | Titre                 | Artiste               | Titre                               | Artiste          |
| ------ | -------- | --------------------- | --------------------- | ----------------------------------- | ---------------- |
| 1      | 1 - 12   | Same Blue             | Official Hige Dandism | Teenage Blue (ティーンエイジブルー) | Eve              |
| 1      | 13 - 25  | Saraba (然らば)       | Macaroni Empitsu      | Contrast (コントラスト)             | TOMOO            |

### Liste des épisodes
| No | Titre français                              | Titre japonais             | Titre japonais          | Date de 1re diffusion |
| No | Titre français                              | Kanji                      | Rōmaji                  | Date de 1re diffusion |
| -- | ------------------------------------------- | -------------------------- | ----------------------- | --------------------- |
| 1  | Chinatsu                                    | 千夏先輩                   | Chinatsu-Senpai         | 3 octobre 2024        |
| 2  | Qualifie-toi pour le tournoi inter-lycées ! | インターハイ行ってください | Inter High Itte Kudasai | 10 octobre 2024       |
| 3  | Chii                                        | ちー                       | Chī                     | 17 octobre 2024       |
| 4  | En cas de victoire                          | あいつが勝ったら           | Aitsu ga Kattara        | 24 octobre 2024       |
| 5  | L'aquarium                                  | 水族館                     | Suizokukan              | 31 octobre 2024       |
| 6  | Encourage-moi                               | がんばれって言って         | Ganbarette Itte         | 7 novembre 2024       |
| 7  | Tu me files une bouchée ?                   | 一つちょうだい？           | Hitotsu Chōdai ?        | 14 novembre 2024      |
| 8  | Allez !                                     | 一本っ!                    | Ippon!                  | 21 novembre 2024      |
| 9  | Je te soutiens                              | 応援するよ                 | Ōen suru yo             | 29 novembre 2024      |
| 10 | C'est pas une bonne chose                   | 良くないこと               | Yokunai koto            | 5 décembre 2024       |
| 11 | Pas cool !                                  | ダサいぞ!!                 | Dasai zo!!              | 12 décembre 2024      |
| 12 | Les filles...                               | 女の子って                 | Onnanokotte             | 19 décembre 2024      |
| 13 | Allers et retours                           | ラリーしたいです           | Rarī Shitai Desu        | 2 janvier 2025        |
| 14 | Quel est le lien ?                          | どういう文脈？             | Douiu Bunmyaku?         | 9 janvier 2025        |
| 15 | Le 26 août                                  | 8月26日                    | 8-gatsu 26-nichi        | 16 janvier 2025       |
| 16 | Une femme injuste                           | ずるい女                   | Zurui Onna              | 23 janvier 2025       |
| 17 | Bien sûr que je veux voir                   | 見たいでしょ               | Mitai Desho             | 30 janvier 2025       |
| 18 | Je sais                                     | 私は知ってる               | Watashi wa Shitteru     | 6 février 2025        |
| 19 | J'ai des projets                            | 予定あるんだ               | Yotei Arun da           | 13 février 2025       |
| 20 | En tant qu'intime                           | 親友として                 | Shinyū to shite         | 20 février 2025       |
| 21 | Une occasion de s'épanouir                  | 花が咲くまで               | Hana ga Saku Made       | 27 février 2025       |
| 22 | Inota!                                      | いのた！                   | Inota!                  | 6 mars 2025           |
| 23 | Ça tourne                                   | ぐるぐる！                 | Guruguru                | 13 mars 2025          |
| 24 | Les montagnes russes                        | ジェットコースター         | Jettokōsutā             | 20 mars 2025          |
| 25 | Malgré tout                                 | それでも                   | Sore de mo              | 27 mars 2025          |

## Réception
En août 2021, le premier volume du manga était tiré à plus de 170 000 exemplaires moins d'une semaine après sa sortie.
En juin 2021, Blue Box a été nommé pour le 7e Next Manga Award dans la catégorie Meilleur manga imprimé ; il s'est classé 8e sur 50 nommés, mais a remporté le Prix global,. La série s'est classée au 4e rang des bandes dessinées recommandées par les employés de la librairie Nationwide en 2022.

### Sources
1. ↑  « Blue Box aura le droit à une adaptation animée pour 2024 », sur AnimeLand, 20 novembre 2023 (consulté le 2 janvier 2024)
2. ↑  Nasser S, « L’anime Blue Box tient son premier trailer ! », sur www.fredzone.org, 18 décembre 2023 (consulté le 2 janvier 2024)
3. 1 2 3 4 5 6 7 8 9 10 11  (en) [vidéo] « Ao no Hako » (consulté le 24 octobre 2024)
4. 1 2 3 4  « Blue Box (TV) », sur Anime News Network
5. ↑  « Le Weekly Shonen Jump publie le chapitre final de Honomieru Shônen », sur Anime News Network, 5 avril 2021 (consulté le 30 juin 2022)
6. ↑  (ja) « スポーツ強豪校を舞台にした青春部活ラブストーリー、ジャンプで始動 », sur natalie.mu,‎ 12 avril 2021 (consulté le 30 juin 2022)
7. ↑  « Le manga Blue Box annoncé par Delcourt/Tonkam », sur manga-news.com, 29 juin 2022 (consulté le 30 juin 2022)
8. ↑  « Blue Box aura le droit à une adaptation animée pour 2024 », sur AnimeLand, 20 novembre 2023 (consulté le 12 octobre 2024)
9. ↑  Quentin Holveck, « Blue Box : une saison 2 officiellement en production 🏀🏸 », sur AnimOtaku,‎ 27 mars 2025 (consulté le 27 mars 2025)
10. ↑  (ja) « 漫画「アオのハコ」コミックス1巻、発売即日10万部の重版が決定！ 累計17万部突破で大躍進 », sur Yahoo,‎ 10 août 2021 (consulté le 30 juin 2022)
11. ↑  « Les votes sont ouverts pour les Tsugi ni Kuru Manga 2021 », sur Anime News Network, 21 juin 2021 (consulté le 30 juin 2022)
12. ↑  « Kaiju No. 8 et Oshi no Ko récompensés lors du Tsugi ni Kuru Manga Taishô », sur Anime News Network, 25 août 2021 (consulté le 30 juin 2022)
13. ↑  (ja) « 「次にくるマンガ大賞2021」ノミネート作品発表　ウマ娘、【推しの子】、葬送のフリーレンなど話題作続々 », sur Yahoo,‎ 18 juin 2021 (consulté le 30 juin 2022)
14. ↑  (ja) « 書店員が選んだおすすめコミック2022、第1位は龍幸伸「ダンダダン」 », sur natalie.mu,‎ 27 janvier 2022 (consulté le 30 juin 2022)

### Œuvres
Édition japonaise
1. 1 2  Tome 1
2. 1 2  Tome 2
3. 1 2  Tome 3
4. 1 2  Tome 4
5. 1 2  Tome 5
6. 1 2  Tome 6
7. 1 2  Tome 7
8. 1 2  Tome 8
9. 1 2  Tome 9
10. 1 2  Tome 10
11. 1 2  Tome 11
12. 1 2  Tome 12
13. 1 2  Tome 13
14. 1 2  Tome 14
15. 1 2  Tome 15
16. 1 2  Tome 16
17. 1 2  Tome 17
18. 1 2  Tome 18
19. 1 2  Tome 19
20. 1 2  Tome 20
21. 1 2  Tome 21
22. 1 2  Tome 22

Édition française
1. 1 2  Tome 1
2. 1 2  Tome 2
3. 1 2  Tome 3
4. 1 2  Tome 4
5. 1 2  Tome 5
6. 1 2  Tome 6
7. 1 2  Tome 7
8. 1 2  Tome 8
9. 1 2  Tome 9
10. 1 2  Tome 10